# Never Again (film 1908)
Never Again è un cortometraggio muto del 1908 diretto da Gilbert M. 'Broncho Billy' Anderson.

## Produzione
Il film fu prodotto dalla Essanay Film Manufacturing Company.
ll cortometraggio uscì nelle sale cinematografiche USA il 23 settembre 1908.